# Kanurennsport-Europameisterschaften 1957
Die Kanurennsport-Europameisterschaften 1957 fanden in Gent in Belgien statt. Es waren die 4. Europameisterschaften, Ausrichter war der Internationale Kanuverband und die ersten Wettbewerbe nach der Unterbrechung durch den Zweiten Weltkrieg.

## Ergebnisse
Insgesamt wurden Wettbewerbe in 15 Kategorien ausgetragen, davon nur zwei für Frauen.

### Herren

#### Kanadier
| Disziplin | Disziplin | Gold                                    | Leistung    | Silber                                  | Leistung    | Bronze                                | Leistung    |
| --------- | --------- | --------------------------------------- | ----------- | --------------------------------------- | ----------- | ------------------------------------- | ----------- |
| C1        | 1.000 m   | Gábor Novák                             | 4:49,4 min  | Gennadi Bucharin                        | 4:50,5 min  | Eugeni Zhovkovski                     | 4:50,9 min  |
| C1        | 10.000 m  | János Parti                             | 65:13,0 min | Gennadi Bucharin                        | 65:56,0 min | Werner Tschaschke                     | 67:08,0 min |
| C2        | 1.000 m   | SowjetunionAlexandr Silaev Pawel Charin | 4:25,9 min  | RumänienSimion Ismailciuc Alexe Dumitru | 4:26,0 min  | UngarnImre Farkas József Hunics       | 4:27,0 min  |
| C2        | 10.000 m  | RumänienSimion Ismailciuc Alexe Dumitru | 59:19,0 min | SowjetunionAlexandr Silaev Pawel Charin | 59:23,0 min | RumänienIgor Lipalit Lavrente Calinov | 60:05,0 min |

#### Kajak
| Disziplin | Disziplin     | Gold                                                                             | Leistung    | Silber                                                                             | Leistung    | Bronze                                                                       | Leistung    |
| --------- | ------------- | -------------------------------------------------------------------------------- | ----------- | ---------------------------------------------------------------------------------- | ----------- | ---------------------------------------------------------------------------- | ----------- |
| K1        | 500 Meter     | Valentin Naumov                                                                  | 1:52,7 min  | Anatoli Markovtsev                                                                 | 1:53,6 min  | Stefan Kapłaniak                                                             | 1:54,3 min  |
| K1        | 1.000 Meter   | Valentin Naumov                                                                  | 3:57,3 min  | Fritz Briel                                                                        | 3:59,1 min  | Willy Christiansen                                                           | 4:01,0 min  |
| K1        | 10.000 Meter  | Fritz Briel                                                                      | 50:34,0 min | Heinz Ackers                                                                       | 50:49,0 min | Igor Pissarew                                                                | 52:30,0 min |
| K1        | 4 × 500 Meter | SowjetunionValentin Naumov Eugeny Jatsinenko Anatoli Markovtsev Igor Pissarew    | 8:10,7 min  | BR DeutschlandGeorg Lietz Wolfgang Lange Gustav Schmidt Meinrad Miltenberger       | 8:19,2 min  | UngarnDeszo Vareb János Petroczy György Mészáros Lajos Kiss                  | 8:21,1 min  |
| K2        | 500 Meter     | UngarnJános Urányi László Fábián                                                 | 1:41,0 min  | BR DeutschlandMeinrad Miltenberger Gustav Schmidt                                  | 1:42,1 min  | RumänienMircea Anastasescu Stavru Teodorov                                   | 1:42,4 min  |
| K2        | 1.000 Meter   | BR DeutschlandFritz Briel Heinz Ackers                                           | 3:36,5 min  | DänemarkWilly Christiansen Vagn Schmidt                                            | 3:38,7 min  | SowjetunionMikhail Kaaleste Anatoli Demitkow                                 | 3:38,8 min  |
| K2        | 10.000 Meter  | SowjetunionMikhail Kaaleste Anatoli Demitkow                                     | 46:02,0 min | UngarnJános Urányi László Fábián                                                   | 46:03,0 min | BelgienHenri Verbrugghe Germain Van de Moere                                 | 46:28,0 min |
| K4        | 1.000 Meter   | SowjetunionGregor Rudzinskas Volodar Zvezdkin Mykolas Rudzinskas Vasili Stepanov | 3:16,4 min  | SowjetunionViktor Shadrin Anatoly Dubinin Konstantin Nazarov Igor Feoktistov       | 3:17,5 min  | BR DeutschlandFritz Briel Heinz Ackers Wilhelm Schlüssel Josef Knell         | 3:20,5 min  |
| K4        | 10.000 Meter  | BR DeutschlandMichel Scheuer Gustav Schmidt Georg Lietz Theodor Kleine           | 38:42,0 min | SowjetunionVasili Stepanov Mykolas Rudzinskas Volodar Zvezdkin Alfonsas Rudzinskas | 39:06,6 min | SowjetunionViktor Shadrin Anatoly Dubinin Konstantin Nazarov Igor Feoktistov | 39:28,0 min |

### Frauen

#### Kajak
| Disziplin | Disziplin | Gold                                         | Leistung   | Silber                                     | Leistung   | Bronze                                      | Leistung   |
| --------- | --------- | -------------------------------------------- | ---------- | ------------------------------------------ | ---------- | ------------------------------------------- | ---------- |
| K1        | 600 Meter | Jelisaweta Kislowa                           | 2:05,7 min | Therese Zenz                               | 2:07,3 min | Nina Konistiapina                           | 2:10,3 min |
| K2        | 600 Meter | SowjetunionNina Grusinzewa Nina Konistiapina | 1:57,8 min | BR DeutschlandTherese Zenz Ingrid Hartmann | 1:57,9 min | BR DeutschlandRuth Rohrbach Sigrid Nowinski | 1:59,0 min |

## Medaillenspiegel
| Platz  | Land           | Gold | Silber | Bronze | Gesamt |
| ------ | -------------- | ---- | ------ | ------ | ------ |
| 1      | Sowjetunion    | 8    | 6      | 5      | 19     |
| 2      | BR Deutschland | 3    | 6      | 3      | 12     |
| 3      | Ungarn         | 3    | 1      | 2      | 6      |
| 4      | Rumänien       | 1    | 1      | 2      | 4      |
| 5      | Dänemark       | 0    | 1      | 1      | 2      |
| 6      | Belgien        | 0    | 0      | 1      | 1      |
| 6      | Polen          | 0    | 0      | 1      | 1      |
| Gesamt |                | 15   | 15     | 15     | 45     |